# かっぱめし
かっぱめしは、山梨県の河口湖周辺で提供されているご当地グルメである。

## 概要
河口湖周辺に数多く伝わるかっぱの伝説にちなんだ名物料理として、2009年に富士河口湖名物開発委員会が開発した料理である。
ご飯の上にキュウリの浅漬けや大和芋（又は長芋）のすり下ろしをかけ、きざみのりと胡麻を振りかけるのが基本である。取扱店舗は50店舗に上り、各々の店がアレンジを加えている。